# 低減速炉
低減速炉（ていげんそくろ、Reduced-Moderation Water Reactor, RMWR）は提案中の軽水減速炉であり、確立・実証済みの軽水炉技術と高速炉技術を組み合わせて構成されている。低減速炉のコンセプトは改良型沸騰水型軽水炉を元にしており、主に日本で日立製作所と日本原子力研究開発機構により理論的研究に基づく開発が行われている。
「低減速」という名称は、核分裂反応で発生する高速中性子の減速を可能な限り抑える、という設計コンセプトから名付けられている。
第二世代の加圧水型原子炉でも中性子束は完全に熱中性子になってはいなかった。低減速炉は中性子束の減速を抑えることにより、燃料として減損ウランを使用して高い増殖比を実現し、核燃料サイクルを確立することを目標としている。低減速炉の設計概念は、核燃料の再利用を可能とする再処理技術に依存する側面が大きく、このため日立製作所は従来のPUREX法の代替となるFLUOREX法を提案している。
低減速炉は燃料増殖に最適化するため従来の軽水炉とは対照的に中性子束の速度を高めている。冷却材に用いる軽水は中性子を減速してしまうため、低減速炉では六角柱型燃料集合体とY型制御棒を用いた稠密な配置とすることで炉心の総容積に占める軽水の割合を減じている。燃料にはプルトニウムを18%含むMOX燃料を使用し、上下を減損ウランのブランケットで挟んでいる(炉心構造のコンセプト図)。
低減速炉は再処理で発生する超ウラン元素とトリウムを混合したMOX燃料を使用することで閉じた核燃料サイクルを実現するように設計されている。低減速炉における中性子束の速度はテクネチウム99やヨウ素127といった長寿命核種の核変換に利用できるのではないかと言われている。また、中性子束の速度が十分高ければ、強烈な放射線を放ち厄介者扱いされているマイナーアクチノイドをも効率的に燃焼させることができると考えられている。